# Androcharta obsolescens
Androcharta obsolescens là một loài bướm đêm thuộc phân họ Arctiinae, họ Erebidae.